# Alessandra Giungi
Alessandra Giungi, née le 5 mai 1966 à Rome, est une judokate italienne.

## Palmarès international
| Championnats du monde de judo | Championnats du monde de judo | Championnats du monde de judo |
| Année                         | Médaille                      | Catégorie                     |
| ----------------------------- | ----------------------------- | ----------------------------- |
| 1987                          | bronze                        | –52 kg                        |
| 1989                          | argent                        | –52 kg                        |
| 1991                          | or                            | –52 kg                        |
| Championnats d'Europe         |                               |                               |
| Année                         | Médaille                      | Catégorie                     |
| 1987                          | bronze                        | –52 kg                        |
| 1988                          | or                            | –52 kg                        |
| 1991                          | bronze                        | –52 kg                        |
| 1992                          | bronze                        | –52 kg                        |
| 1993                          | bronze                        | –52 kg                        |
| 1994                          | argent                        | –52 kg                        |
| 1995                          | or                            | –52 kg                        |
| 1996                          | argent                        | –52 kg                        |